# وردیج (رود)
رودخانهٔ وردآورد غربی ترین رود تهران است که ۵ کیلومتر طول دارد. این رودخانه از ارتفاعات شمال تهران از غربی‎ترین نقطه آن در منطقه ۲۲ آغاز و به رودخانه کرج منتهی می‌گردد. اراضی اطراف این رودخانه حدود ۷۰۰ هکتار وسعت دارد. با توجه به اینکه این رودخانه در طول مسیر خود از روستاهای وردیج و واریش عبور می‌کند، روستاییان بخشی که در این روستاها واقع است به نام همان روستا یعنی وردیج رود و واریش رود نامگذاری کردند. همچنین ادامه این رودخانه پس از عبور از منطقه وردآورد (در محدوده بزرگراه فتح) براساس مصاحبه‌های مقامات شهرداری تحت عنوان رودخانه قوری‌چای نامگذاری شده است. اما در مجموع فارغ از اینکه اهالی هر روستا در طول مسیر این رودخانه را چه بنامند، در تقسیمات کشوری نام این رودخانه، رودخانهٔ وردآورد است.
پژوهشگران دانشگاه خوارزمی در مورد رودخانهٔ وردآورد پژوهشی تحت عنوان «ارزیابی و پهنه بندی کیفیت ژئومورفولوژی رودخانه وردآورد تهران» انجام دادند که براساس آن معتقدند «این رودخانه به شدت تحت تاثیر توسعه شهری قرار گرفته که به واسطه دخالت‌های انسانی در مسیر جریان خود دچار تغییرات مستمر شده و با توجه به اینکه این رودخانه در مسیر دسترسی شهرهای غرب استان تهران جریان دارد، سیر تحول طبیعی و تدریجی آن مختل گردیده که این دگرگونی، رودخانه را از حالت طبیعی خود خارج نموده است»